# Nogueira, Meixedo e Vilar de Murteda
Nogueira, Meixedo e Vilar de Murteda est une paroisse civile portugaise (en portugais : freguesia) de la municipalité de Viana do Castelo, dans le district de Viana do Castelo.
Son nom officiel est União das freguesias de Nogueira, Meixedo e Vilar de Murteda. Elle est créée par la loi no 11-A/2013 du 28 janvier 2013 portant réorganisation administrative du territoire des freguesias, en fusionnant Nogueira, Meixedo et Vilar de Murteda. Son siège est à Nogueira.
Lors du recensement de 2021, Nogueira, Meixedo e Vilar de Murteda compte 1 433 habitants.